# Tichá (tvrz)
Tichá je gotická tvrz ze 13. století stojící na břehu rybníka Hláska ve vesnici Tichá u obce Dolní Dvořiště v okrese Český Krumlov. Je chráněna jako kulturní památka.

## Historie
První písemná zmínka o tvrzi je z roku 1360, kdy patřila Janovi a Benešovi z Velešína. Ti žádali Petra a Jošta z Rožmberka, aby se ujali vyřízeni jejich závěti. V roce 1387 trvz získal Oldřich z Rožmberka. Rožmberkové ji nechali spravovat purkrabími. V roce 1412 je uváděn Ojíř a v letech 1433–1454 Jan z Petrovic. V letech 1471–1486 byl hejtmanem Čáp z Radonic, který nechal chátrající tvrz opravit. V roce 1486 byla ves Tichá vypálena, ovšem tvrz pravděpodobně ne. V roce 1541 je připomínána jako součást novohradského panství. V roce 1620 získal celé novohradské panství včetně vsi Tichá s tvrzí Karel Bonaventura Buquoy. V letech 1687, 1707 a 1789 byla tvrz těžce poškozena požáry. Jan Buquoy ji v roce 1789 nechal přestavět na pivovar.
V roce 1978 se pohraničníci pokusili vyhodit věž do povětří, protože stála 40 metrů od hraničního elektrického plotu. Vzhledem k tloušťce stěn, která činí až 3,5 metru se jim to nezdařilo, pouze věž poškodili.
V roce 2008 tvrz koupilo sdružení Hrady na Malši společně s obcí Dolní Dvořiště za 450 000 korun. Věž byla součástí zchátralého statku plného vraků a odpadu, který musel být před zahájením oprav odklizen. Věž byla také silně zarostlá nálety. V roce 2010 našel archeolog Tomáš Durdík na koruně věže zlomky středověkých kachlů. Postupně byly odkryty sklepy a hradby. Také byly nalezeny základy další čtvercové branské věže. Na opravu věže se spolku podařilo získat dotaci z přeshraničního evropského fondu. Během oprav byly obnoveny vnitřní podlahy jednotlivých pater, postaveno vnější schodiště a zazděn přízemní vchod. Úpravy areálu pokračovaly i v dalších letech. Všechny práce na obnově byly prováděny historickými metodami, bez použití moderních nástrojů. Bylo obnoveno hrázněné patro, na kterém vznikla nová dlátková střecha pokrytá dřevěným šindelem. Tvrz je jediná svého druhu v Čechách. Od roku 2020 byla tvrz zařazena mezi zastavení na česko-rakouské stezce po hradech a zámcích, nazvané Zemská cesta. Základní obnova tvrze, která byla dokončena v roce 2021, vyšla na zhruba na 25 milionů korun.
Tvrz je od roku 2022 opatřena hrázděnou nástavbou a střechou a je zpřístupněna.

## Stavební podoba
Tvrziště obklopoval příkop, který se částečně zachoval pouze na východní a jižní straně. Byl napájen z přilehlého rybníka Hláska. Jedinou dochovanou stavbou tvrze je třináct metrů vysoká, dvoupatrová věž, která vzhledem k temnému interiéru sloužila pravděpodobně jen jako obranná stavba. Má přibližně čtvercový půdorys o rozměrech 8,1 × 8,23 metrů. Vstupovalo se do ní portálem v prvním patře. Vchod do přízemí byl vybourán až při rozebírání věže na stavební kámen. První patro osvětlovalo střílnovité okénko ve východní zdi. Podobné okno se dochovalo také v jižní zdi druhého patra.